# Saison 1969-1970 de la WHL
Saison précédente Saison suivante
La saison 1969-1970 est la dix-huitième saison de la Western Hockey League. Sept équipes jouent 72 matchs de saison régulière à l'issue de laquelle les Canucks de Vancouver sont sacrés champions de la Coupe du président.

## Saison régulière

### Classement
À l'issue de la saison régulière, les Totems de Seattle et les Roadrunners de Phoenix sont à égalité avec 66 points à la 4e place. Les deux équipes doivent jouer un match supplémentaire pour décider de la dernière équipe qualifiée pour les séries éliminatoires, match remporté par Seattle.
| Clt   | Équipe                     | PJ | V  | D  | N  | BP  | BC  | Pts |
| ----- | -------------------------- | -- | -- | -- | -- | --- | --- | --- |
| +001, | Canucks de Vancouver       | 72 | 47 | 17 | 8  | 334 | 219 | 102 |
| +002, | Buckaroos de Portland      | 72 | 42 | 23 | 7  | 322 | 241 | 91  |
| +003, | Gulls de San Diego         | 72 | 33 | 29 | 10 | 263 | 242 | 76  |
| +004, | Totems de Seattle          | 73 | 30 | 35 | 8  | 240 | 260 | 68  |
| +005, | Roadrunners de Phoenix     | 73 | 27 | 34 | 12 | 252 | 257 | 66  |
| +006, | Spurs de Denver            | 72 | 24 | 37 | 11 | 250 | 316 | 59  |
| +007, | Golden Eagles de Salt Lake | 72 | 15 | 43 | 14 | 240 | 366 | 44  |

- En gras : champion de la saison régulière
- En italique : qualifié pour les séries éliminatoires

### Meilleurs pointeurs
| Clt | Joueur          | Équipe    | PJ | B  | A  | Pts |
| --- | --------------- | --------- | -- | -- | -- | --- |
| 1   | Art Jones       | Portland  | 71 | 43 | 84 | 127 |
| 2   | Andrew Bathgate | Vancouver | 72 | 40 | 68 | 108 |
| 3   | Norm Johnson    | Portland  | 71 | 34 | 62 | 96  |
| 4   | Paul Andrea     | Vancouver | 72 | 44 | 47 | 91  |
| 5   | Bill Saunders   | Portland  | 69 | 39 | 52 | 91  |
| 6   | Bob Courcy      | Seattle   | 73 | 40 | 49 | 89  |
| 7   | Leonard Ronson  | San Diego | 72 | 51 | 37 | 88  |
| 8   | Murray Hall     | Vancouver | 72 | 27 | 55 | 82  |
| 9   | Art Stratton    | Seattle   | 59 | 24 | 55 | 79  |
| 10  | Andrew Hebenton | Portland  | 72 | 36 | 42 | 78  |

## Séries éliminatoires
Les quatre premières équipes de la saison régulière sont qualifiées pour les séries : le premier rencontre le troisième, le deuxième rencontre le quatrième et les vainqueurs jouent la finale. Toutes les séries sont jouées au meilleur des 7 matchs.
|  | Demi-finales | Demi-finales          | Demi-finales | Demi-finales          |   |                      | Finale | Finale | Finale | Finale |
|  |              |                       |              |                       |   |                      |        |        |        |        |
|  |              |                       |              |                       |   |                      |        |        |        |        |
|  | 1            | Canucks de Vancouver  | 4            | 4                     |   |                      |        |        |        |        |
|  | 1            | Canucks de Vancouver  | 4            | 4                     |   |                      |        |        |        |        |
|  | 3            | Gulls de San Diego    | 2            | 2                     |   |                      |        |        |        |        |
|  | 3            | Gulls de San Diego    | 2            | 2                     | 3 | Canucks de Vancouver | 4      | 4      |        |        |
|  |              |                       |              |                       | 3 | Canucks de Vancouver | 4      | 4      |        |        |
|  |              |                       | 2            | Buckaroos de Portland | 1 | 1                    |        |        |        |        |
|  | 2            | Buckaroos de Portland | 2            | Buckaroos de Portland | 1 | 1                    | 4      | 4      |        |        |
|  | 2            | Buckaroos de Portland |              |                       |   |                      |        | 4      |        |        |
|  | 4            | Totems de Seattle     | 2            | 2                     |   |                      |        |        |        |        |
|  | 4            | Totems de Seattle     | 2            | 2                     |   |                      |        |        |        |        |

## Récompenses

### Trophée collectif
| Coupe Lester Patrick : Vainqueurs des séries | Canucks de Vancouver |

### Trophées individuels
| Outstanding Goalkeeper Award : Meilleur gardien | George Gardner, Canucks de Vancouver   |
| Leading Scorer Award : Meilleur pointeur        | Art Jones, Buckaroos de Portland       |
| George Leader Cup : Meilleur joueur             | Andrew Bathgate, Canucks de Vancouver  |
| Rookie Award : Meilleure recrue                 | Brad Selwood, Canucks de Vancouver     |
| Fred J. Hume Cup : Joueur le plus gentilhomme   | Andrew Hebenton, Buckaroos de Portland |

### Équipe d'étoiles
Les six joueurs suivants sont élus dans l'équipe d'étoiles :
- Gardien : Jack McCartan, Gulls de San Diego
- Défenseur : Marc Reaume, Canucks de Vancouver
- Défenseur : Dennis Kearns, Buckaroos de Portland
- Ailier gauche : Leonard Ronson, Gulls de San Diego
- Centre : Andrew Bathgate, Canucks de Vancouver
- Ailier droit : Andrew Hebenton, Buckaroos de Portland